# Ziff Davis
Ziff Davis, LLC – amerykański wydawca i firma internetowa. Została założona w 1927 r. w Chicago przez Williama Bernarda Ziff Sr. i Bernarda George’a Davisa. Przez większość czasu funkcjonowania zajmowali się wydawaniem hobbystycznych magazynów na tematy takie jak fotografia czy samochody. Od 1980 r. wydawnictwo skupiło się na wydawaniu prasy związanej z komputerami. W 1979 r. firma zajęła się także telewizją.

## Aktualne marki
- Mashable
- BestBlackFriday.com
- ExtremeTech
- Geek.com
- Humble Bundle
- Offers.com
- PC Magazine
- Ookla
- Techbargains.com
- Toolbox.com
- emedia
- Ziff Davis Tech[2]
- Ziff Davis B2B[3]
- Speedtest.net

### IGN Network
- AskMen.com
- GameTrailers
- IGN